# Kanton Bourg-Saint-Maurice
Kanton Bourg-Saint-Maurice (francouzsky Canton de Bourg-Saint-Maurice) je francouzský kanton v departementu Savojsko v regionu Rhône-Alpes. Tvoří ho osm obcí.

## Obce kantonu
- Bourg-Saint-Maurice
- Les Chapelles
- Montvalezan
- Sainte-Foy-Tarentaise
- Séez
- Tignes
- Val-d'Isère
- Villaroger